# Боса нова
Боса нова је врста популарне музике настале у Бразилу крајем педесетих која је касније захваљујући америчким (углавном џез) музичарима шездесетих достигла међународну популарност. Одликује се лаганим самба ритмом, импресионистичким хармонијама, и финим мелодијама. Основали су је бразилски композитор Антонио Карлос Жобим и певач-гитариста Жоао Жилберто. Песник Винисиуш де Мораеш је написао стихове многих Жобимових композиција. Почетком шездесетих амерички џезери су се заинтересовали за боса нову. Саксофониста Стен Гец и гитариста Чарли Бирд су прво 1962. снимили албум "Jazz Samba", а годину касније боса нова је достигла врхунац популарности са колаборацијом Геца, Жобима и Жилберта на албуму "Getz/Gilberto". Песма са тог албума, "The Girl from Ipanema", са Мораешовим стиховима и вокалом Жилбертове жене Аштруд, је добила награду Греми, и постала светски хит. Од тада су многе друге Жобимове песме почели да изводе разни амерички певачи и музичари, на пример Ела Фицџералд, Сара Ван, и чак и Френк Синатра.
Углавном се одликује „другачијим ритмом“ који је изменио хармоније увођењем неконвенционалних акорда и иновативном синкопијом традиционалне самбе из једне ритмичке поделе. „Боса нова ритам“ је карактеристичан за самба стил, а не за аутономни жанр.
Према бразилском новинару Рују Кастру, боса ритам – који је креирао бубњар Милтон Банана – био је „екстремно поједностављење такта школе самбе“, као да су сви инструменти уклоњени, а само тамборим сачуван. У складу са овом тезом, музичари као што су Баден Пауел, Роберто Менескал и Роналдо Босколи такође тврде да је овај ритам везан за тамборим школе самбе. Једна од главних иновација боса нове био је начин да се синтетише ритам самбе на класичној гитари. Према музикологу Жилберту Мендесу, боса нова је била једна од „три ритмичке фазе самбе“, у којој је Жоа Гилберто извукао „боса ритам“ из традиционалне самбе. Према аутору Валтеру Гарсији, синтеза коју је извела Жилбертова гитара била је редукција „батукаде“ самбе, стилизације произведене једним ударачким инструменатом: палац је стилизовао сурдо; кажипрст, средњи и домали прст су фразирани као тамборим.

## Историја
Године 1959, објављен је саундтрак за филм Црни Орфеј, који је укључивао будући џез стандард Manhã de Carnaval, „Јутро карневала“. Талас боса нове је приспео, да обнови самбу и да допринесе модернизацији бразилске музике, као прекретница. Стил се појавио у време када је самба-кансао био доминантан ритам на бразилској музичкој сцени. Његово прво појављивање било је на албуму Canção do Amor Demais, на којем је певачица Елизет Кардозо снимила две композиције дуа Антонио Карлос Жобима и Винисус де Мораеса, „Outra Vez” и „Chega de Saudade”, које је пратила гитара Жоа Жилберта. Био је то први пут да је бајински музичар представио такт своје гитаре који ће постати карактеристичан за стил. Пратећи Кардосов глас, Жилберто је иновирао начин ритма ритма, наглашавајући слаба времена, како би извршио синтезу такта самбе са гитаром.
Године 1959, објављен је боса албум Жоа Жилберта који је садржао песме „Chega de Saudade” и „Бим Бом”. Сматран обележјем рођења боса нове, такође је представио Жилбертов иновативни начин певања самбе, који је инспирисан Доривалом Кајимијем. Са ЛП Шега де Саудађе, објављеном 1959. године, Жилберто је консолидовао боса нову као нови стил свирања самбе. Његов иновативни начин свирања и певања самбе, комбинован са хармонијама Антонија Карлоса Жобима и стиховима Винисиса де Мораеса, нашао је непосредан одјек међу музичарима који су тражили нове приступе самби у Рио де Жанеиру, многи од којих су били под утицајем америчког џеза. Године 1964, Жоа Жилберто и Стен Гец су објавили албум „Гец/Жилберто”. Затим се појавио уметнички покрет око Жилберта и других професионалних уметника као што су Жобим, Мораес и Баден Пауел, између осталих, који је привукао младе музичаре аматере из јужне зоне Рија – као што су Карлос Лира, Роберто Менескал, Роналдо Босколи и Нара Лео. Хорхе Бен је написао „Мас ке Нада” 1963. године, а Серђио Мендес & Бразил 66 стекли су боса рок хит „Мас ке Нада” 1966. године.

## Етимологија
Израз bossa nova дословно значи „нови тренд“ или „нови талас“ на португалском. Тачно порекло термина bossa nova остало је нејасно дуги низ деценија, према неким ауторима. У оквиру уметничке културе плажа касних 1950-их у Рио де Жанеиру, термин bossa се користио за означавање било ког новог „тренда“ или „модног таласа“. У својој књизи Боса Нова, бразилски писац Руј Кастро тврди да су музичари већ 1950-их користили боса као реч која означава нечију вештину да свира или пева идиосинкратично. Кастро тврди да је термин bossa nova можда први пут коришћен у јавности за концерт који је 1957. одржала Grupo Universitário Hebraico do Brasil („Група Хебрејског универзитета у Бразилу“). Ауторство појма bossa nova приписује се тада младом новинару Мојзесу Фуксу, који је промовисао догађај. Ту групу чине Силвија Телес, Карлос Лира, Нара Лео, Луиз Ека, Роберто Менескал и други. Фуксов опис, који у потпуности подржава већина чланова боса нове, једноставно је гласио "Hoje. Sylvia Telles e um grupo bossa nova" („Данас. Силвија Телес и група боса нова”), пошто је Силвија Телес била најпознатији музичар у групи у то време. Године 1959, Нара Лео је такође учествовала у више од једног ембрионалног приказа боса нове. Ово укључује први Фестивал самба sесије, који је водила студентска унија Папског католичког универзитета. Овом сесијом је председавао Карлос Диегис (касније истакнути филмски редитељ Синема Ново), студент права за кога се Лео на крају удала.

## Инструменти

### Класична гитара
Боса нова се најчешће изводи на класичној гитари са најлонским жицама, свира се прстима, а не трзалицом. Њеном најчистијом формом може се сматрати гитара без пратње са вокалом, коју је створио, пионирски развио и илустровао Жоа Жилберто. Чак и у већим, џез аранжманима за групе, скоро увек постоји гитара која свира основни ритам. Жилберто је у основи узео један од неколико ритмичких слојева из самба ансамбла, посебно тамборима, и применио га на руку трзања жица. Према бразилском музичару Паулу Битенкуру, Жоа Жилберто, познат по својој ексцентричности и опседнут идејом да пронађе нови начин свирања гитаре, понекад се закључавао у купатилу, где је много сати заредом свирао један те исти акорд.

## Структура
Поједини други инструменти и вокали такође су део структуре боса нове.

### Боса нова и самба
Боса нова има у својој сржи ритам заснован на самби. Самба комбинује ритмичке обрасце и осећај који потичу из бивших афричких робовских заједница. Самбин нагласак на другом такту преноси се на боса нову (до степена да се често бележи у 2/4 такта). Међутим, за разлику од самбе, боса нова нема плесне кораке који би је пратили. Када се свира на гитари, у једноставном једнотактном обрасцу, палац свира басове на 1 и 2, док прсти унисоно стварају акорде на две осмине тона, а затим на другу шеснаестину ноте такта два. Обрасци са два такта обично садрже синкопирање у другом такту. Све у свему, ритам има осећај „лепршања”, а не осећај "љуљања" џеза. Како то описује композитор боса нове Карлос Лира у својој песми „Influência do Jazz“, ритам самбе се креће „с једне на другу страну“, док се џез креће „од напред-назад“. Боса нова је такође била под утицајем блуза, али пошто најпознатијој боса нови недостаје структура од 12 тактова карактеристична за класични блуз, као и констатација, понављање и римована резолуција текстова типичних за жанр, сродност боса нове са блузом често прође непримећена.

### Вокали
Осим гитарског стила, друга иновација Жоа Жилберта била је пројекција певачког гласа. Пре боса нове, бразилски певачи су користили духовите, скоро оперске стилове. Сада, карактеристична назална вокална продукција боса нове је посебна одлика кабокло народне традиције североисточног Бразила.